# Amt Lensahn
La comunità amministrativa di Lensahn (Amt Lensahn) si trova nel circondario dell'Holstein Orientale, nello Schleswig-Holstein, in Germania.

## Suddivisione
Comprende 7 comuni:
1. Beschendorf (542)
2. Damlos (620)
3. Harmsdorf (624)
4. Kabelhorst (415)
5. Lensahn (5 012)
6. Manhagen (371)
7. Riepsdorf (912)

Il capoluogo è Lensahn.
(Tra parentesi i dati della popolazione al 31 dicembre 2021)